# Подольские губернские ведомости
Подольские губернские ведомости — губернская газета. Первое в Каменце-Подольском периодическое издание. Первый номер был напечатан 3 (15) января 1838 года. Выходила каждую субботу, в 1885—1897 годах — дважды в неделю по средам и субботам, в 1898—1899 годах — ежедневно, а с 1900 года — снова дважды в неделю.
Состояла из двух частей: официальной и неофициальной. Неизменно печаталась в типографии Подольского губернского правления. Газета выходила почти 80 лет, что является рекордом для Каменца-Подольского, и ни разу не меняла названия.
Последний номер вышел 6 (19) мая 1917 года.